# جسور كونيغسبرغ السبعة

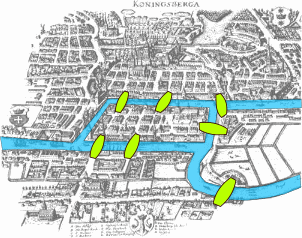
خريطة كونيغسبرغ على زمن أويلر ظاهراً فيها جسورها السبعة

جسور كونيغسبرغ السبعة (بالإنجليزية: Seven Bridges of Königsberg)‏ هي مسألة تاريخية مشهورة في الرياضيات. في عام 1736 أدى برهان نفي وجود حل للمسألة من قبل ليونهارد أويلر إلى إنشاء علم نظرية المخططات وتطور أفكار الطوبولوجيا لاحقاً.

## وصف المسألة
تقع مدينة كونيغسبيرغ في بروسيا (كالينينغراد، روسيا حالياً) على طرفي نهر بريغيل وضمت جزيرتين كبيرتين ترتبطان مع البر الرئيسي بواسطة سبعة جسور.
كانت المسألة تنص على إيجاد مسار ضمن المدينة بحيث يتم العبور على كل جسر مرة واحدة فقط. لم يكن يمكن الوصول إلى الجسر بأي طريقة أخرى غير الجسور وكان يجب عبور الجسر كاملاً في كل مرة.

## تحليل أويلر
أتضح لأويلر أن هذه المسألة بدون حل. وضح أويلر أنه ليس من المهم مكان وجود الجسور بل ترتيب علاقتها الارتباطية مع بعضها البعض، مما سهل عليه صياغة المسألة بشكل مجرد (كانت أساس نظرية المخططات) وذلك بإزالة جميع العناصر عدا الجسور وقطع الأرض الواصلة بينها. وبمصطلح حديث من الممكن أن يطلق على قطعة الأرض اسم رأس، وعلى الجسر الذي يربط قطعتي أرض اسم ضلع. ويطلق على الشكل الرياضي الناتج اسم مخطط (رياضيات).

 ←
 ←

بعد رسم مخطط المسألة بشكل رياضي، حلل أويلر المسألة كالتالي: عند دخول أحد الرؤوس يجب الخروج منه من طريق ضلع مختلف (جسر). أي أن عدد مرات دخول (زيارة) كل رأس يساوي عدد مرات الخروج (مغادرة) ذات الرأس. وعليه فإنه يجب أن يكون عدد الأضلاع المتصلة بكل رأس زوجياً (عدا نقطتي الانطلاق والوصول) لتحقيق الشرط السابق. وبالنظر لمخطط الجسور لمدينة كونيغسبرغ نلاحظ أن عدد الأضلاع المرتبط مع كل رأس هو عدد فردي (أحدها يتصل مع 5 أضلاع والرؤوس الأخرى مع 3 أضلاع)، وعلى اعتبار أنه يوجد على الأكثر رأسين من الممكن أن يكونوا نقطتي انطلاق ووصول وعليه فيستحيل وجود طريق يصل جميع الرؤوس عن طريق المرور مرة واحدة بكل ضلع.

## وصلات خارجية
- Kaliningrad and the Konigsberg Bridge Problem at Convergence
- Euler's original publication (in Latin)
- The Bridges of Königsberg نسخة محفوظة 18 يناير 2007 على موقع واي باك مشين.
- How the bridges of Königsberg help to understand the brain